# Filmåret 1984

## Händelser

### Mars
- 11 mars – Nausicaä från Vindarnas dal har premiär i Japan.

### April
- 9 april – Oscarsgalan hålls i Los Angeles.[1]

## Academy Awards, Oscar: (i urval)
| Kategori                  | Vinnare                               |
| ------------------------- | ------------------------------------- |
| Bästa film                | Amadeus                               |
| Bästa regi                | Milos Forman (Amadeus)                |
| Bästa manliga huvudroll   | F. Murray Abraham (Amadeus)           |
| Bästa kvinnliga huvudroll | Sally Field ( En plats i mitt hjärta) |
| Bästa manliga biroll      | Haing S. Ngor (Dödens fält)           |
| Bästa kvinnliga biroll    | Peggy Ashcroft (En färd till Indien)  |
| Bästa utländska film      | La diagonale du fou (Schweiz)         |

Se här för komplett lista

## Årets filmer

### Siffra (1,2,3...) eller specialtecken (@,$,?...)
- 1984
- 2010

### A–G
- Amadeus[2]
- Amandla! Maatla!
- Bakom jalusin
- Berget på månens baksida
- Bounty
- Breakdance the Movie
- Conan förgöraren[3]
- Den vilda jakten på stenen
- Dune
- Dödens fält
- Dödligt alibi
- En ryss i New York
- Gaza Ghetto
- Ghostbusters - Spökligan[4]
- Gremlins[5]
- Footloose
- Fullmånenätter
- Födelsedagen

### H–N
- Indiana Jones och de fördömdas tempel[6]
- Jönssonligan får guldfeber[7]
- Karate Kid: Sanningens ögonblick[8]
- Kaze no tani no Naushika
- Mannen från Mallorca[9]
- Medan vi ännu lever
- Mitt andra jag

### O–U
- Once Upon a Time in America [10]
- Polisskolan [11]
- Purple Rain [12]
- Ronja Rövardotter [13]
- Rosen
- Röd gryning
- Samson & Sally
- Sista leken
- Slagskämpen
- Snuten i Hollywood [14]
- Splash
- Star Trek III [15]
- Streets of Fire
- Terminator [16]
- Terror på Elm Street [17]
- This Is Spinal Tap
- Top Secret!
- Två solkiga blondiner
- Uppdrag sex

### V–Ö
- Åke och hans värld[18]

## Födda
- 12 februari – Alexandra Dahlström, svensk skådespelare.
- 2 april – Meryl Cassie, nyzeeländsk skådespelare, född i Sydafrika.
- 8 april – Kirsten Storms, amerikansk skådespelare.
- 10 april – Lucy Lee, tjeckisk skådespelare inom pornografisk film.
- 18 april – America Ferrera, amerikansk skådespelare.
- 3 september – Garrett Hedlund, amerikansk skådespelare.
- 3 oktober – Ashlee Simpson, amerikansk sångerska och skådespelare.
- 17 oktober – Michelle Ang, malaysisk skådespelare.
- 27 oktober – Kelly Osbourne, amerikansk sångerska och skådespelare.
- 18 november – Fredrik af Trampe, svensk skådespelare.
- 22 november – Scarlett Johansson, amerikansk skådespelare.

## Avlidna
- 17 januari – Birger Åsander, 74, svensk skådespelare.
- 20 januari – Johnny Weissmuller, 79, amerikansk simmare och filmskådespelare ("Tarzan").[1]
- 27 januari – Greatrex Newman, 91, brittisk författare och manusförfattare.
- 10 februari – Agda Helin, 89, svensk skådespelare och sångerska.
- 1 mars – Jackie Coogan, 69, amerikansk skådespelare.[1]
- 5 mars – William Powell, 92, amerikansk skådespelare.[1]
- 12 mars – Gotha Andersen, 63, dansk skådespelare.
- 21 mars
  - Sam Leavitt, 80, amerikansk filmfotograf.
  - Emil A. Lingheim, 85, svensk fotograf, ljudingenjör och regissör.
- 27 mars – Jack Donohue, 75, amerikansk filmregissör, koreograf, skådespelare och dansare.
- 11 april – Fritz Rotter, 84, österrikisk sångtextförfattare, manusförfattare och kompositör.
- 14 april – Marianne Aminoff, 67, svensk skådespelare.
- 17 april – Gunnar Ossiander, 85, svensk skådespelare.
- 4 maj – Diana Dors, 52, engelsk skådespelare.[1]
- 24 maj – John Sandling, 76, svensk skådespelare.
- 6 juni – Peter Höglund, 74, svensk skådespelare.
- 11 juni – Sigge Fürst, 78, svensk skådespelare, sångare och underhållare.
- 16 juni – Gunnar Höglund, 61, svensk barnskådespelare, manusförfattare, producent och regissör.
- 18 juni – Tyra Fischer, 86, svensk skådespelare.
- 25 juni – Bert Sorbon, 64, svensk inspicient och skådespelare.
- 29 juni – Ella Rosén, 73, svensk skådespelare och scripta.
- 7 juli – Flora Robson, 82, brittisk skådespelare.
- 11 juli – Harry Hasso, 79, svensk regissör, fotograf och skådespelare.
- 27 juli – James Mason, 75, brittisk skådespelare.[1]
- 5 augusti – Richard Burton, 58, walesisk skådespelare.[1]
- 9 september – Yilmaz Güney, 47, turkisk filmregissör.[1]
- 14 september – Janet Gaynor, 77, amerikansk skådespelare.
- 25 september – Walter Pidgeon, 87, kanadensisk skådespelare.
- 5 oktober – Gertrud Danielsson, 88, svensk skådespelare.
- 11 oktober – Gertrud Fridh, 62, svensk skådespelare.[1]
- 19 oktober – Josef Halfen, 62, svensk regissör och skådespelare.
- 20 oktober – Agnes Thomée, 88, svensk dansare och skådespelare.
- 21 oktober – François Truffaut, 52, fransk regissör.[1]
- 25 oktober – Håkan Serner, 51, svensk skådespelare.
- 4 november – Bibi Lindström, 80, svensk filmarkitekt, scenograf, regissör och manusförfattare.
- 22 november – Olof Bergström, 65, svensk regissör och skådespelare.[1]
- 8 december – Luther Adler, 81, amerikansk skådespelare.
- 11 december – Ragnar Frisk, 81, svensk regissör, manusförfattare och skådespelare.[1]
- 24 december – Peter Lawford, 61, brittisk-amerikansk skådespelare.[1]
- 26 december – Gösta Jonsson, 79, svensk musiker, kapellmästare, sångare och skådespelare.

### Fotnoter
1. 1 2 3 4 5 6 7 8 9 10 11 12 13   Horisont 1984. Bertmarks
2. ↑  IMDB, läst 1 mars 2012
3. ↑  IMDB, läst 1 mars 2012
4. ↑  IMDB, läst 29 februari 2012
5. ↑  IMDB, läst 1 mars 2012
6. ↑  IMDB, läst 1 mars 2012
7. ↑  IMDB, läst 29 februari 2012
8. ↑  IMDB, läst 29 februari 2012
9. ↑  IMDB, läst 1 mars 2012
10. ↑  IMDB, läst 1 mars 2012
11. ↑  IMDB, läst 1 mars 2012
12. ↑  IMDB, läst 1 mars 2012
13. ↑  ”Astrid Lindgren”. http://www.astridlindgren.se/verken/filmerna/filmlista. Läst 21 mars 2011.
14. ↑  IMDB, läst 1 mars 2012
15. ↑  IMDB, läst 1 mars 2012
16. ↑  IMDB, läst 1 mars 2012
17. ↑  IMDB, läst 1 mars 2012
18. ↑  IMDB, läst 1 mars 2012